# Компейто
Компейто (яп. 金平糖, コンペイトー konpeitō) — японські цукерки з цукру. Бувають різних кольорів та смаків.

## Історія
Слово компейто походить від португальського слова confeito, яке є назвою типу цукрових цукерок. Ця техніка виробництва цукерок стала використовуватися в Японії на початку XVI століття португальськими торговцями. У ті часи в Японії ще не були налагоджені необхідні для очищення цукру інфраструктура та технологія. Оскільки для виробництва компейто потрібно багато цукру, ці солодощі були дуже рідкими та дорогими. У 1569 році Луїш Фроїш, португальський місіонер, подарував скляну колбу з компейто Оді Нобуназі, щоб отримати дозвіл на християнську місіонерську діяльність.
До початку періоду Мейдзі компейто стали частиною японської культури — так персонаж Фея Джаке з балету Лускунчик була перекладена як компейто но сей (金平糖の精 konpeitō no sei, Фея компейто). Компейто також є стандартним подарунком імператорського дому Японії, який дарується у маленькій коробці бонбоніеру (яп. ボンボニエール bonbonieru, походить від слова bonbonnière з французької мови, яким називають гарно оформлену коробку для цукерок).
Кандзі 金平糖 (буквально «золотий плоский цукор») — атедзі, вони були обрані через свою фонетичну значимість, проте слово також може бути передане за допомогою кандзі як 金米糖 чи 金餅糖.

## Приготування
Компейто зазвичай має діаметр від 5 до 10 мм і готується шляхом багаторазового нашарування цукрового сиропу на гранулу грубого цукру. Цей процес дещо схожий на приготування драже, за винятком того, що ці цукерки під час приготування поливаються цукровим сиропом і повільно обертаються у великому гонгоподібному бачку «дора», який постійно нагрівається. Кожна гранула цукру зростає впродовж декількох днів постійного обертання, її постійно нагрівають та поливають сиропом, перетворюючи на кульку, покриту дрібними виступами. Загалом процес приготування компейто зазвичай триває 7–13 днів, вони готуються таким способом ремісниками навіть у наш час.

## У популярній культурі
Компейто трапляється у відеогрі Super Mario RPG як предмет для атаки ворогів. Також їх можна побачити у японському анімаційному фільмі 2001 року Сен і Тіхіро у полоні духів.

## Галерея

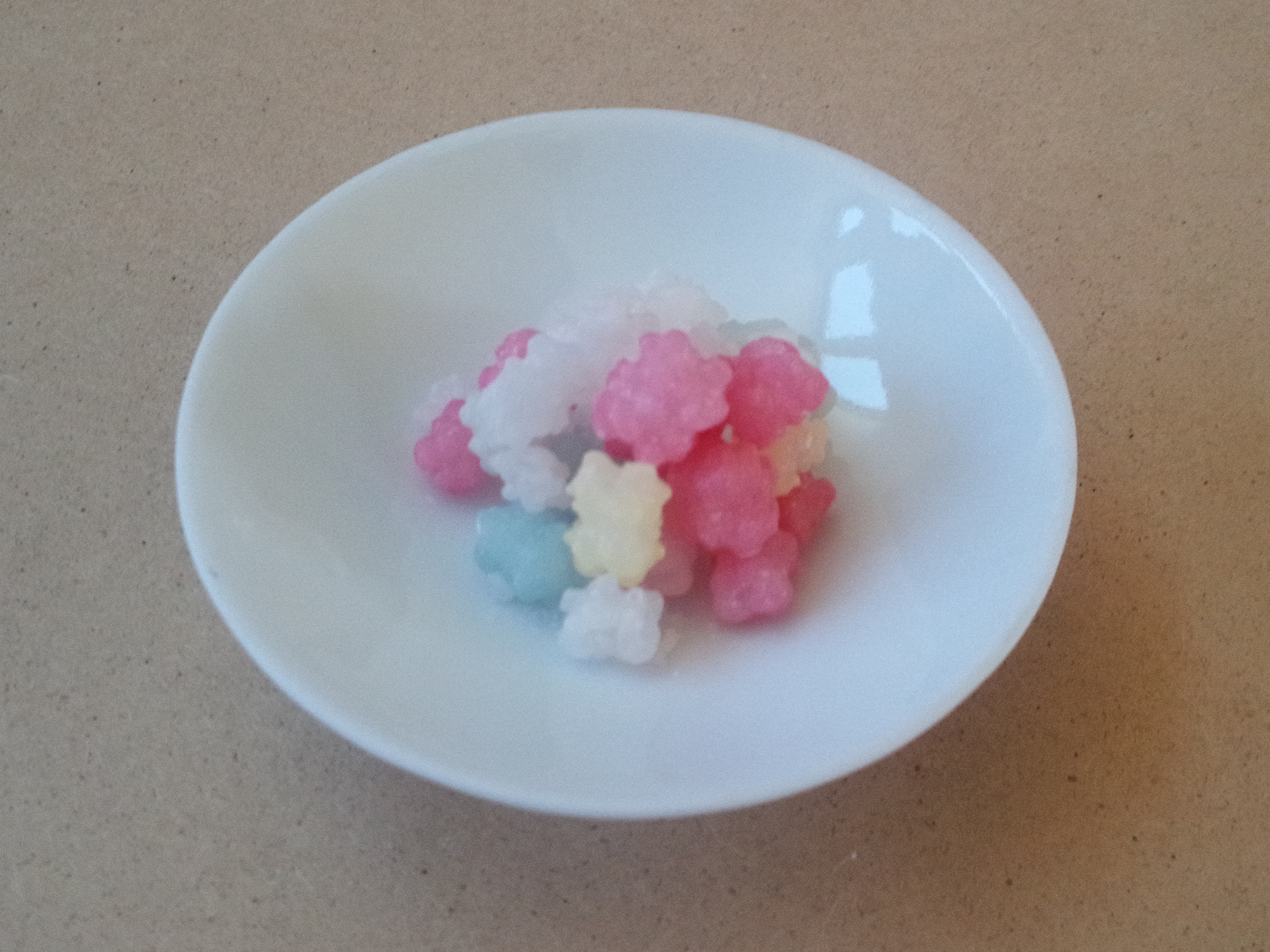
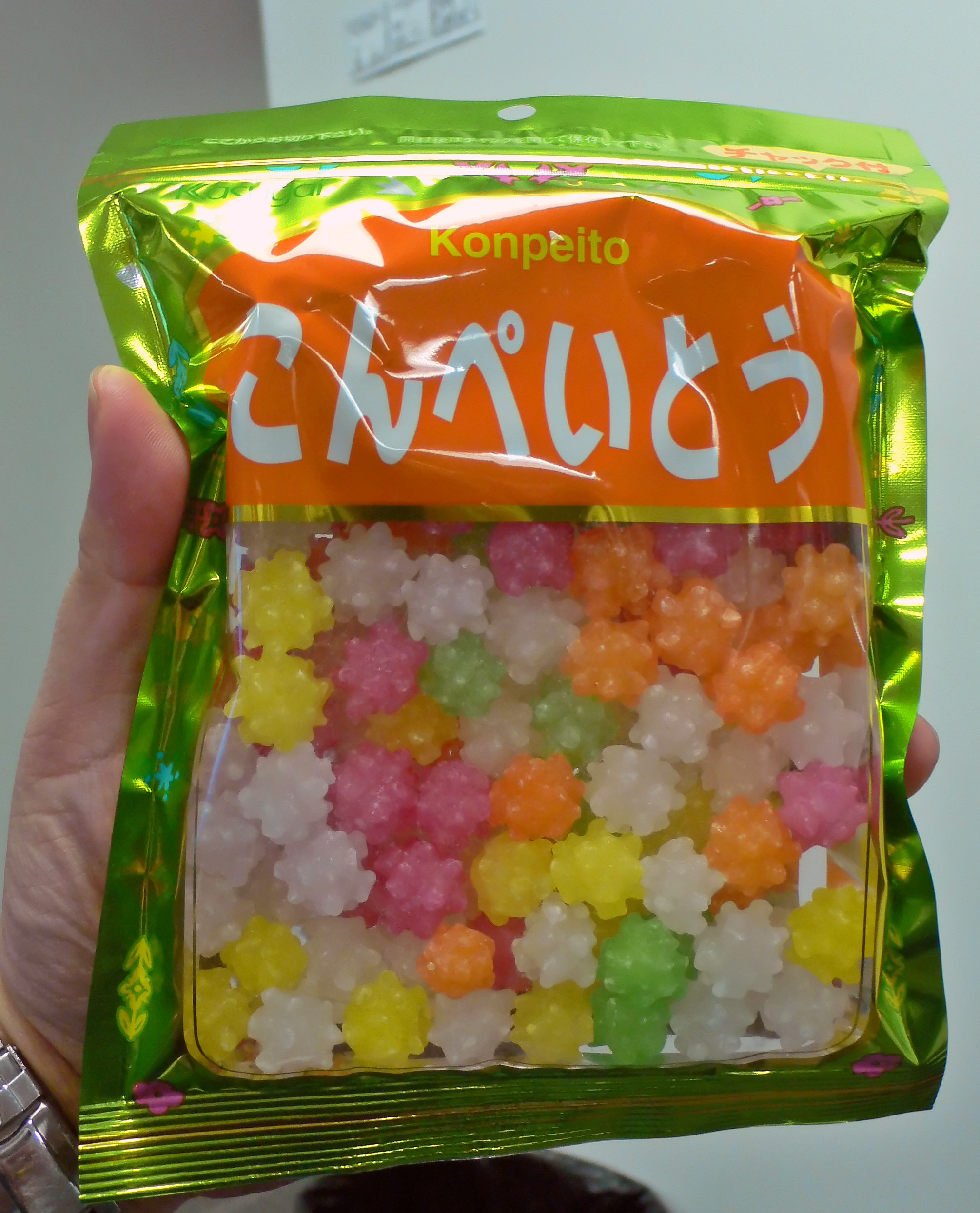
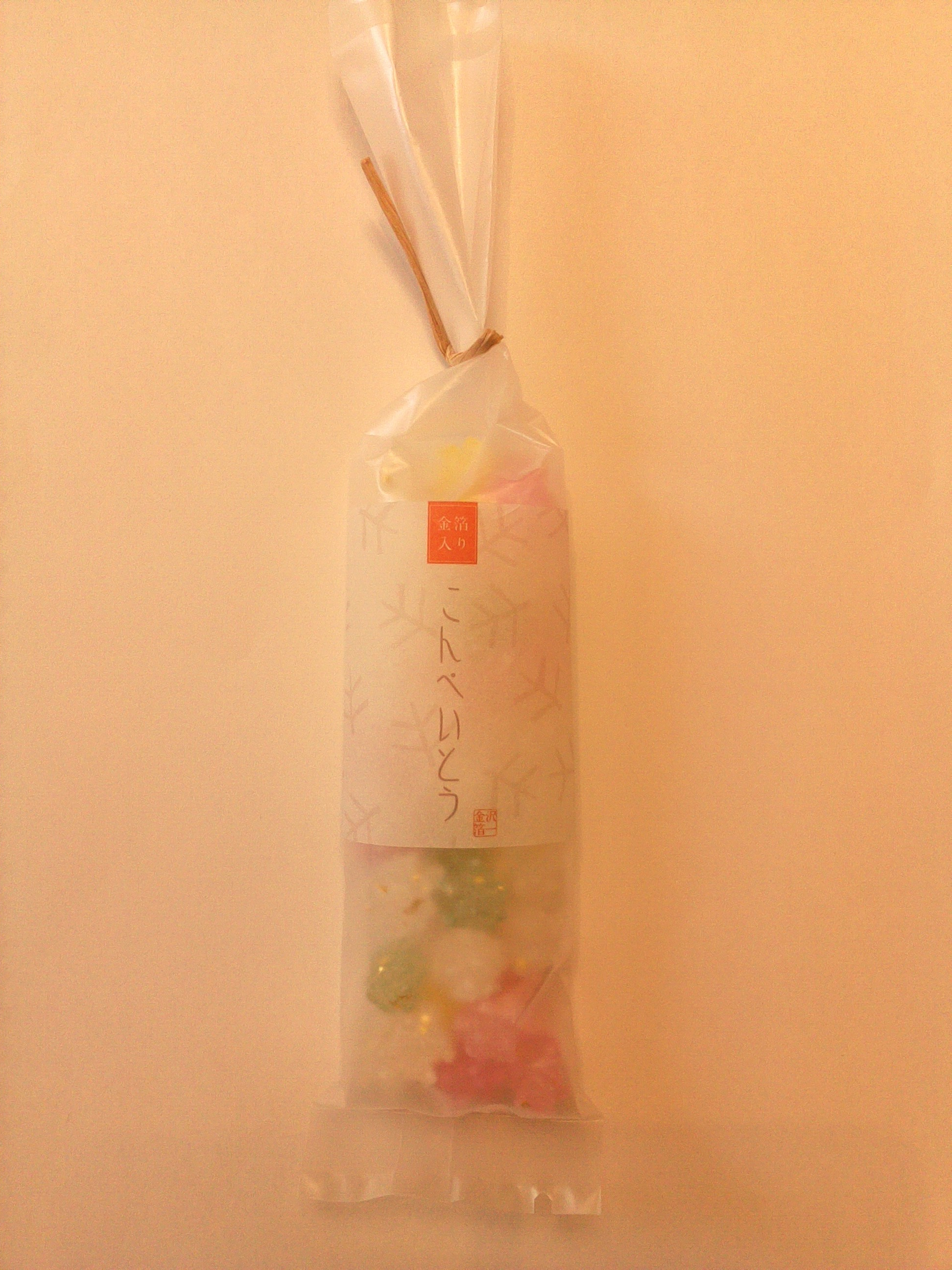
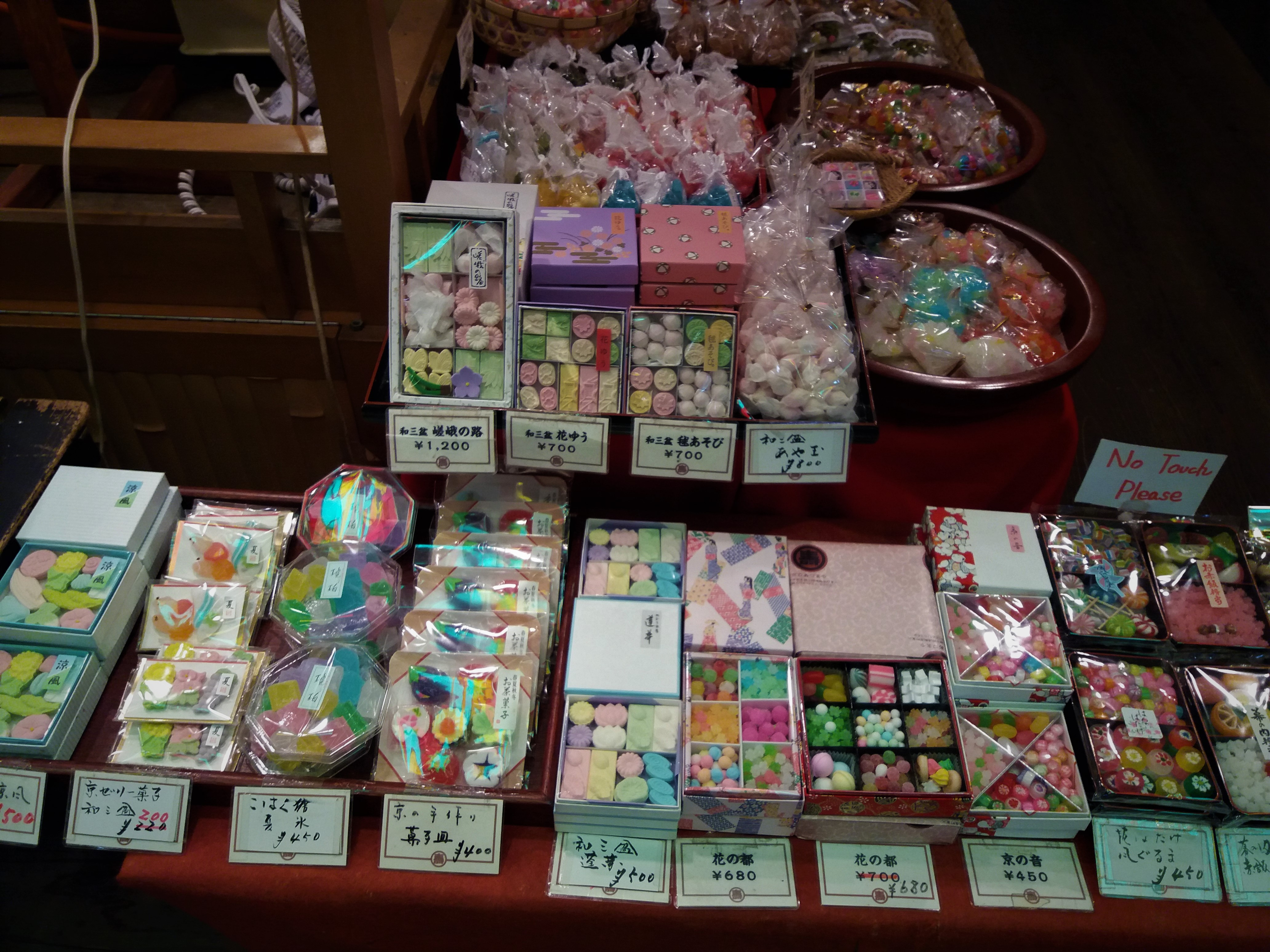
Продаж компейто на ринку Нішікі, Кіото